# Aero L-159

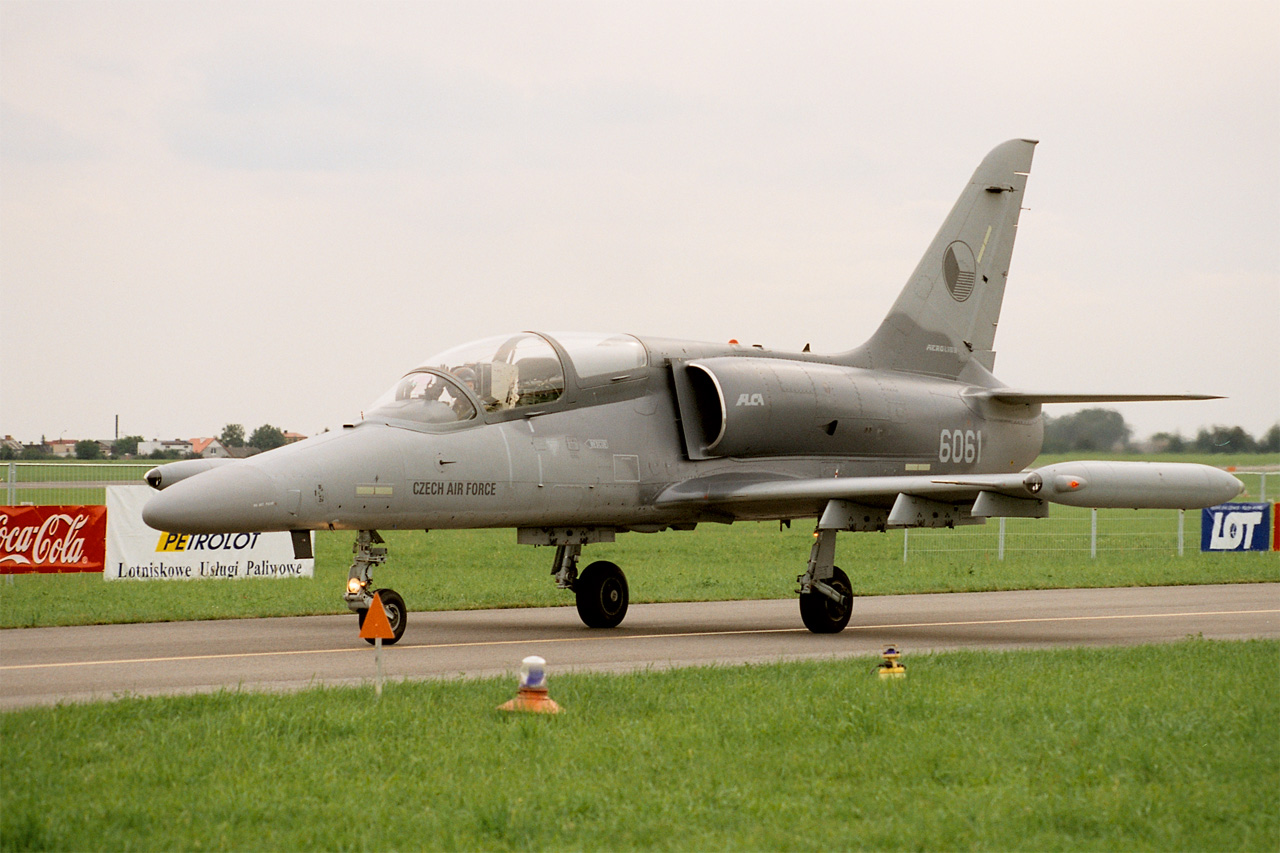
Aero L-159, Radom AirShow 2005

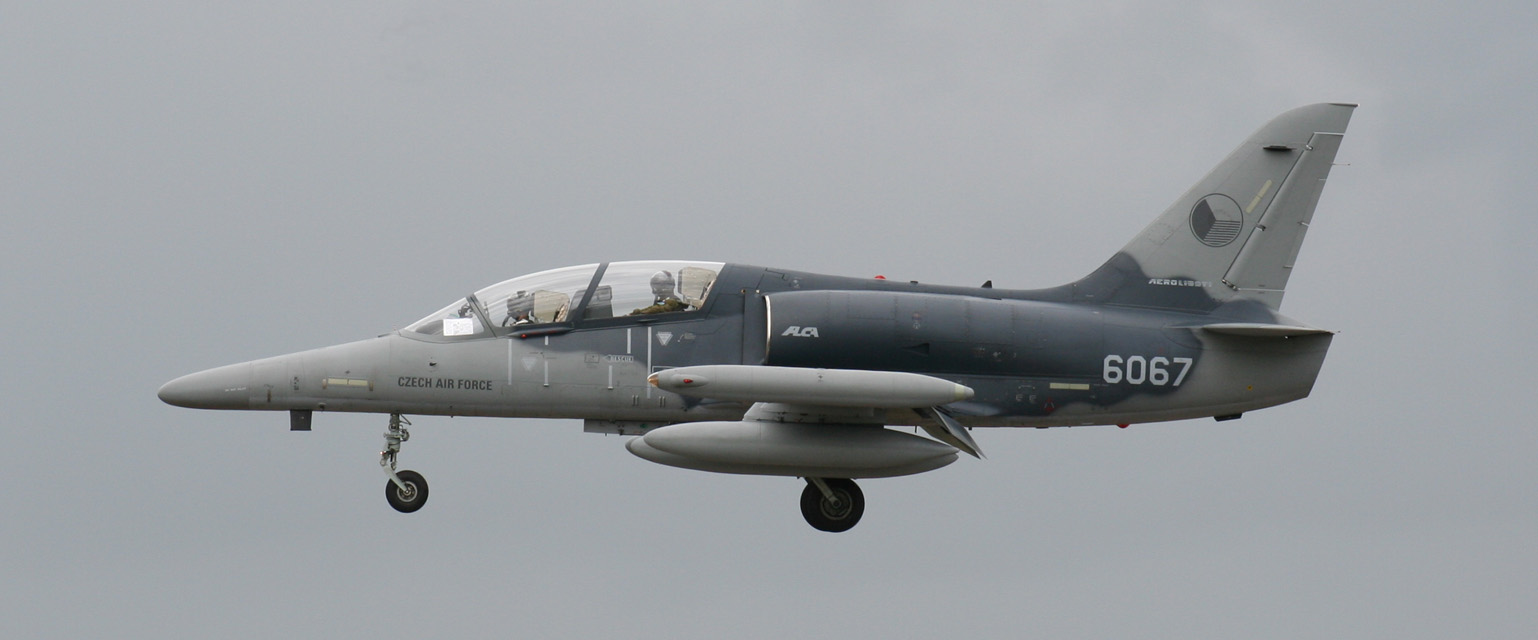
Eine Aero L-159T-1

Die L-159 des tschechischen Unternehmens Aero wurde als Nachfolger der Aero L-39 Albatros entwickelt. Als Trainingsflugzeug und leichtes Erdkampfflugzeug soll sie die Erfolge ihrer Vorgänger weiterführen. Der Programmstart war am 10. Oktober 1992, als die tschechische Regierung eine entsprechende Anforderung herausgab.

## Entwicklung
Der erste Prototyp, ein Zweisitzer, flog am 4. August 1997 zum ersten Mal. Der Einsitzer folgte am 18. August 1998. Das Avionik-System stammt von Rockwell Collins und ist mit einem FIAR-Grifo-L-Dopplerradargerät und dem ARC-182-Funkgerät ausgestattet. Das Glascockpit verfügt über ein HUD und HOTAS sowie 0/0-Schleudersitze vom Typ VS-2, einer tschechischen Eigenentwicklung. Die Datenübertragung innerhalb der Maschine erfolgt über den MIL-STD-1553-Datenbus. Zur Navigation wird neben einem INS auch GPS verwendet. Zur Ausrüstung gehören auch DME, VOR/ILS sowie ein IFF-Transponder. Um von Bodeneinrichtungen unabhängig zu sein, ist eine APU vom Typ PBS SAFIR 5F mit 7,5 kW elektrischer Leistung, einer Hydraulikleistung von 5,7 l/min bei 19 bar und einer Druckluftmenge von 25 kg/s bei 3,5 bar eingebaut.
Tschechien bestellte zunächst 70 Maschinen für umgerechnet etwa 715 Millionen US-Dollar, die zwischen April 2000 und Dezember 2003 geliefert wurden. Zusätzlich wurden später zwei Doppelsitzer bestellt, die Doppelsitzer entstanden letztendlich jedoch aus existierenden Einsitzern. Die aktive Flotte wurde 2007 auf 24 Maschinen reduziert. Bei den verbliebenen 47 Maschinen besteht für 14 Einsitzer ein Vertrag mit Draken International, der eine Kaufoption für bis zu 14 weitere Maschinen enthält. Zudem wurden 15 Flugzeuge vom Typ L-159A während der Irakkrise 2014, für umgerechnet 27 Millionen Euro, an die Regierung in Bagdad verkauft.

## Varianten
L-159A
Einsitzige Version mit Zusatzbezeichnung ALCA für advanced light combat aircraft, etwa fortschrittliches leichtes Kampfflugzeug, 70 gebaut.
L-159B
Zweisitzige Version für das Fortgeschrittenen-Training, Erstflug 1. Juni 2002, 1 Exemplar gebaut.
L-159T1
Zweisitzige Version für das Fortgeschrittenen-Training, Erstflug (Werk-Nr. 6069) 8. März 2007, 10 Exemplare, umgebaute L-159A.
L-159T2
Zweisitzige Version für das Fortgeschrittenen-Training (im Gegensatz zu den gespiegelten Instrumenten des zweiten Sitzes der L-159T1 zwei unabhängige Instrumente)

## Betreiber
Tschechien
Tschechische Luftstreitkräfte: 23 (19 L-159A, 4 L-159T1) – weitere eingelagerte Maschinen, die verkauft werden sollen
 Spanien
EADS-CASA: 3 – als Teilkompensation beim Erwerb der CASA C-295 für die tschechischen Luftstreitkräfte
 Vereinigte Staaten
Draken International: 14 (L-159A) – 2014 bestellt (Maschinen werden z. T. als Ersatzteilspender genutzt, + Option auf weitere 14), Lieferung ab Jahresende 2014
 Irak
Irakische Luftwaffe: 15 (L-159A) – 2014 bestellt (+ 12 Bestellungen des Typs L-159T1)

## Technische Daten

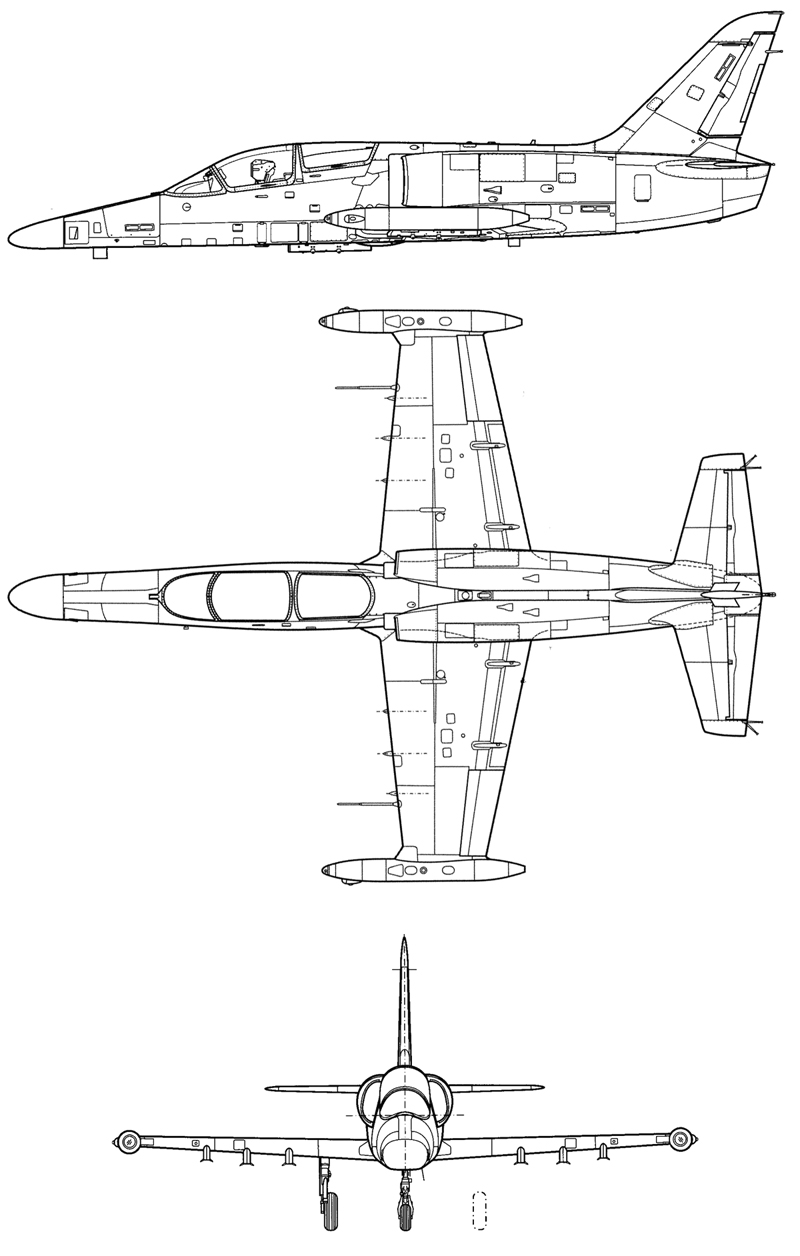
Dreiseitenriss

| Kenngröße                  | Daten                                               |
| -------------------------- | --------------------------------------------------- |
| Besatzung                  | 1                                                   |
| Länge                      | 12,73 m                                             |
| Spannweite                 | 9,54 m                                              |
| Höhe                       | 4,78 m                                              |
| Flügelfläche               | 18,8 m²                                             |
| Flügelstreckung            | 4,8                                                 |
| Leermasse                  | 4160 kg                                             |
| max. Startmasse            | 8000 kg                                             |
| Steigleistung              | 47 m/s                                              |
| Höchstgeschwindigkeit      | 936 km/h                                            |
| Dienstgipfelhöhe           | 13.200 m                                            |
| Reichweite mit Zusatztanks | 2.530 km                                            |
| Triebwerk                  | ein Honeywell F124-GA-100-Triebwerk mit 28 kN Schub |

## Bewaffnung

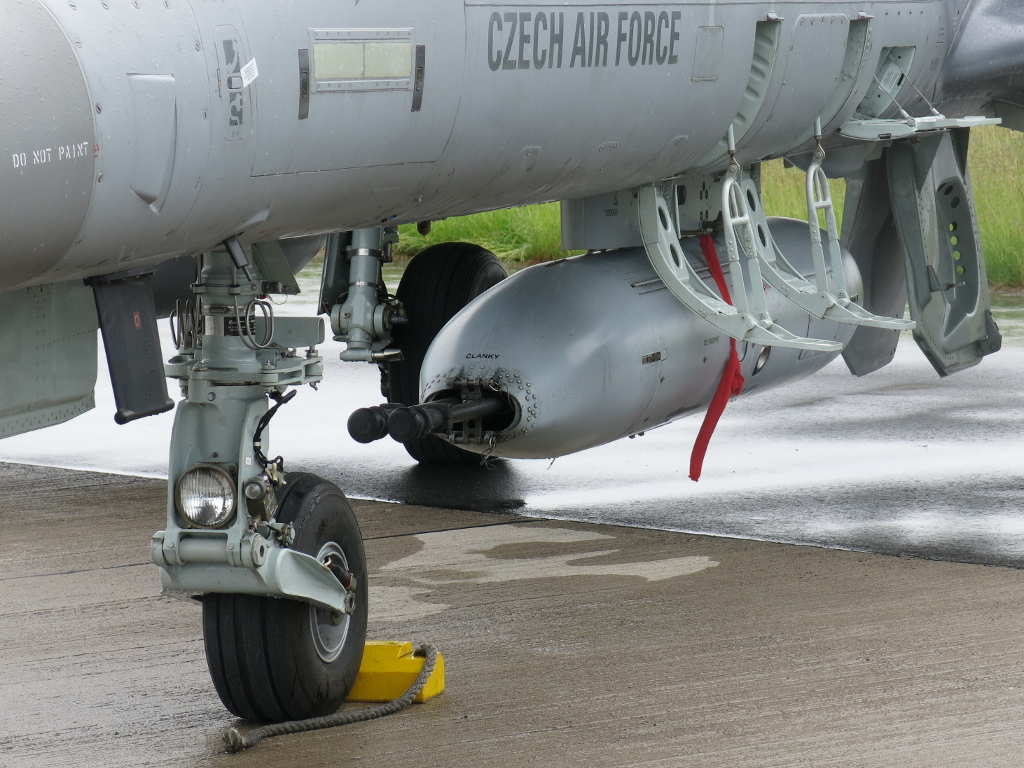
L-159 mit einem ZVI Plamen PL-20

Waffenzuladung von 2.700 kg an sieben Außenlaststationen
Luft-Luft-Lenkflugkörper
- 2 × RB 74 (schwedische Lizenzproduktion der Raytheon AIM-9M „Sidewinder“) – infrarotgelenkt für Kurzstrecken

Luft-Boden-Lenkflugkörper
- 4 × LAU-117A-Startschienenträger für 1 × Raytheon AGM-65D/G/H Maverick – infrarot- oder fernseh-gesteuert

Gelenkte Bomben
- 2 × GBU-12/B „Paveway II“ (lasergelenkte 227-kg-Gleitbombe)

Ungelenkte Bomben
- 4 × Mark 82 LDGP (241-kg-Freifallbombe)

Externe Behälter
- 2 × abwerfbarer Zusatztanks für 350 Liter Kerosin
- 2 × PL-20-Maschinenkanonenbehälter ZVI Plamen mit je 2 × 20-mm-Maschinenkanonen ZPL-20